# Thomas Kahry
Thomas Kahry (* 22. April 1979 in Wien) ist ein österreichischer Autor, Schauspieler, Regisseur und Kulturmanager.

## Leben
Kahry studierte Theater-, Film- und Medienwissenschaft, sowie Publizistik und Kommunikationswissenschaft an der Universität Wien und schloss sein Studium im November 2008 als Mag. phil. ab. Er studierte zudem Gesang an der Universität für Musik und darstellende Kunst Wien und absolvierte ein privates Schauspielstudium. Die staatliche Bühnenreifeprüfung legte er im Juni 2008 ab.
Kahry begann seine Karriere als Schauspieler und Sänger und wirkte ab 1990 in Aufführungen der Hochschule für Musik und Darstellende Kunst Wien im Schönbrunner Schlosstheater mit.
Seit 1998 ist er im Kulturmanagement tätig und arbeitete eng mit Mastroianni Associates/IMG New York sowie mit Askonas Holt in London zusammen. Er arbeitet seit 1999 im Management für KS Angelika Kirchschlager und war darüber hinaus für Sona MacDonald, Maria Happel, Francesca von Habsburg und Marianne Sägebrecht tätig.
Als Schauspieler war er am Wiener Burgtheater, bei den Salzburger Festspielen, den Seefestspielen Mörbisch oder den Sommerspielen Perchtoldsdorf engagiert. Er spielte 2016 in Wien unter der Regie von Hermann Beil den „Max“ in Arthur Schnitzlers Anatol. 2017 war er in dem Spielfilm Wir töten Stella von Julian Pölsler zu sehen.
Seit 2008 arbeitet Kahry auch als Autor. Sein Stück Spatz und Engel, das er gemeinsam mit Daniel Große Boymann schrieb, wurde im September 2013 im Wiener Burgtheater uraufgeführt. In der Spielzeit 2018/19 stand es in der sechsten Saison auf dem Spielplan. Als Gastspiel war das Stück am Schauspielhaus Graz sowie in Meran und Bozen zu sehen. Neuproduktionen des Stücks folgten in der Schweiz, in Tschechien und in Deutschland. Die englische Erstaufführung von The Angel and the Sparrow erfolgte im April 2018 am Segal Center in Montreal.
Der musikalisch-literarische Abend Weibs-Bilder, der von Kahry konzipiert wurde und für den er auch einige der Texte verfasste, wurde erstmals 2012 im Wiener Musikverein uraufgeführt. Seither war der Abend auf verschiedenen Bühnen in Österreich und Deutschland zu sehen.
Unter dem neuen Titel Piaf/Dietrich – A Legendary Affair hatte das Stück am 17. September 2019 in einer Produktion der Mirvish Productions am CAA Theatre in Toronto Premiere und wurde im Juni 2020 mit dem Dora Mavor Moore Award als beste Musical-Produktion des Jahres ausgezeichnet.
Gemeinsam mit Christoph Weyers schrieb er das Musical Augustin, mit der Musik von Wolfgang Ambros, basierend auf dem Hörspiel "Augustin" von Wolfgang Ambros, Manfred Tauchen und Joesi Prokopetz. Das Stück wurde 2019 im Kabarett Simpl präsentiert. Weitere szenischen Lesungen folgten am Wiener Akzent Theater im Mai 2024. Die Uraufführung des Werkes wird im Sommer 2025 beim AVB Musicalsommer in Amstetten unter der Regie von Alex Balga stattfinden.
2021 schrieb er gemeinsam mit Ute Wödl zum 100-jährigen Bestehen der Arbeiterkammer das Auftragswerk Die Hundertjährige und kein bisschen leise oder: Demo für Drei, das im Wiener Akzent Theater mit Ksch. Elisabeth Orth in der Hauptrolle präsentiert wurde und als Hörbuch erhältlich ist.
Zur Wiedereröffnung des Raimundtheaters zeichnete er sich 2021 gemeinsam mit Christian Struppeck für das Buch zur We Are Musical – Die große Raimund Theater Eröffnungsgala verantwortlich. Die Produktion wurde 2022 bei den Broadway World Austria Awards als beste Produktion des Jahres ausgezeichnet.
Für die Hollywood in Vienna Gala mit Alan Menken verfasste er 2022 gemeinsam mit Michael Balgavy das Buch.
Kahry schrieb das Buch für das Musical Maria Theresia, das im Oktober 2025 am Ronacher in Wien Uraufführung haben soll. Die Musik stammt von Dieter Falk und Paul Falk.
Neben seinen Arbeiten für die Bühne ist Kahry Autor der Monografie Gesprochene und gesungene Sprache in der Ausbildung zu künstlerischen Berufen, in der die zeitgenössische Praxis der Sprachgestaltung in Schauspiel und Oper analysiert wird
Seit 2015 gestaltet er Programme für das Theater zum Himmel und ist seit Ende 2016 gemeinsam mit Kammerschauspielerin Maresa Hörbiger für die künstlerische Planung im Theater im Salon in Wien-Döbling verantwortlich. Dort konnte er auch als Regisseur erste Erfahrungen sammeln, u. a. mit dem Schnitzler-Abend Welch eine Melodie. Seit September 2020 ist Kahry künstlerischer Leiter des Vindobona Theaters in Wien.

## Filmografie (Auswahl)
- 2000: Begegnung – Regie: Christoph Hopf (Filmschule Wien, Kurzfilm)
- 2001: Männerfreundschaft – Regie: Andreas Ladengruber (Filmschule Wien, Kurzfilm)
- 2003: You’re the One That I Want von Degreese – Regie: David Kuntscher, Andreas Ladengruber (Musikvideo)
- 2014: The Real Beauty and the Beast – Regie: Julian R. Pölsler[17]
- 2017: Wir töten Stella – Regie: Julian R. Pölsler[17]

## CD
- Weibs-Bilder, Quinton Records, 2013[18]
- Die Hundertjährige und kein bisschen leise oder: Demo für Drei, Akzent, 2021[19]

## Bücher/Übersetzungen (Auswahl)
- 2008: Konzeption, Kurt Weill und Lotte Lenya  (Für Peter Simonischek und Maria Happel)
- 2010: Konzeption, Broadway Songs (Für Sona MacDonald und Angelika Kirchschlager)[20]
- 2012: Buch, Spatz und Engel[21] (Co-Autor: Daniel Große Boymann)
- 2014: Konzeption, 20 Jahre Rote Nasen Gala im Wiener Volkstheater[22]
- 2014: Buch, Good Bye, Fräulein Else[23]
- 2015: Konzeption, Duo-Abend Rufus Wainwright und Angelika Kirchschlager
- 2016: Buch, Calling you (Für Marianne Sägebrecht und Angelika Kirchschlager)[24][25]
- 2017: Konzeption, Nachdenkliches und Heiteres (für KS Christa Ludwig)[26]
- 2017: Konzeption, Heiterkeit auf Lebenszeit (für Christiane Hörbiger und Maresa Hörbiger)[27]
- 2018: Übersetzung, Der portugiesische Junge / The Portuguese Kid von John Patrick Shanley[28]
- 2018: Buch, Die schöne Magelone (Neubearbeitung; Co-Autor: Paul Schweinester)[29]
- 2019: Übersetzung, Charley von John van Eerd und Michael Reed
- 2019: Buch, Piaf/Dietrich – A Legendary Affair[30][31] (Co-Autor: Daniel Große Boymann)
- 2019: Buch, Augustin (nach dem Hörspiel von Wolfgang Ambros, Joesi Prokopetz und Manfred Tauchen, Co-Autor: Christoph Weyers, Musik: Wolfgang Ambros)[32]
- 2020: Übersetzung, Dracula – A Comedy of Terrors von Gordon Greenberg und Steve Rosen[33]
- 2021: Buch, Die Hundertjährige und kein bisschen leise oder: Demo für Drei[34] (Co-Autorin: Ute Wödl)
- 2021: Buch, We Are Musical – Die große Raimund Theater Eröffnungsgala (Co-Autor: Christian Struppeck)[35]
- 2022: Buch, Hollywood in Vienna: A Celebration of Disney Classics – Featuring Alan Menken (Co-Autor: Michael Balgavy)[36]
- 2024: Buch, Der König der Zwerge (Co-Autor: Christoph Weyers)
- 2025: Buch, MARIA THERESIA (Vereinigte Bühnen Wien)